# 祖拉布·诺盖杰利
祖拉布·诺盖杰利（1964年10月22日—）格鲁吉亚商人和政治人物，曾於2005年2月至2007年11月16日担任格鲁吉亚总理。2008年12月诺盖杰利成立反对党为了公平的格鲁吉亚运动党（Movement for Fair Georgia）。
诺盖杰利已婚，有一个孩子。

## 早期生活和事业
诺盖杰利生于格鲁吉亚阿扎尔自治共和国科布列季，1988年毕业于莫斯科国立大学，获得物理学文凭。1988—1992年之间在格鲁吉亚科学院地理研究所任职。1989—1990年曾在爱沙尼亚科学院地质研究所接受培训。

## 议会议员
1990年代早期诺盖杰利与他的朋友祖拉布·日瓦尼亚一同进入政界，成为格鲁吉亚绿党成员。1992年当选为议会议员，1992—1995年担任议会环境保护和自然资源委员会主席，1995—1999和1999—2000年连任议员，并主持议会税收和收入委员会。

## 财政部长
2000年5月诺盖杰利进入政府担任财政部长，2001年他退出格鲁吉亚公民联盟，2002年被解除部长职务。2002—2003年他曾短暂参与银行业和投资企业。
2003年11月21日—23日，格鲁吉亚发生玫瑰革命，爱德华·谢瓦尔德纳泽下台，诺盖杰利担任政府经济顾问，2004年2月在祖拉布·日瓦尼亚政府中再次担任财政部长。

## 总理
2005年2月11日祖拉布·日瓦尼亚总理突然死亡，米哈伊尔·萨卡什维利总统提名诺盖杰利为新总理。2005年2月17日格鲁吉亚议会以175票对24票批准了诺盖杰利政府，并立即宣誓就职。
在2007年11月16日，诺盖杰利因健康状况恶化宣布辞职。辞职后他宣布退出政治，后来加入了卡拉资本公司——属于足球明星卡拉泽(公司主席)。从2008年6月以来，他也一直是第比利斯国立大学商业委员会经济学国际学校的主席。

## 在野党
俄格战争后，2008年9月诺盖杰利出现在格鲁吉亚出版社，发表文章严厉批评萨卡什维利的国外和国内政策。2008年12月3日，他建立了一个新的反对党“为了公平的格鲁吉亚运动”(Movement for Fair Georgia)。
2009年诺盖杰利在俄罗斯几次旅行，会见俄罗斯高官，包括总理弗拉基米尔·普京(2009年12月23日)。2009年12月会见南奥塞梯分离领袖爱德华·科科伊季。